# Esteve Miralles Torner
Esteve Miralles Torner (Masquefa, 1964) és escriptor i traductor en llengua catalana. Llicenciat en Filologia Catalana (UB). És professor de la Universitat Ramon Llull (Facultat de Comunicació i Relacions internacionals Blanquerna) i de l'Aula d'Escriptura de Girona.
L'any 2001 va publicar la novel·la Núvols com (Edicions Proa), Premi Fundació Enciclopèdia Catalana de narrativa. El 2012 va guanyar el Premi Marian Vayreda de prosa narrativa amb el dietari Retrobar l'ànima (Empúries). Ha traduït al català, amb Ricard San Vicente, poesia d'Aleksandr Blok i Boris Pasternak. El 2023 li ha estat atorgat el Premi Ciutat de Barcelona en l'àmbit de literatura en llengua catalana.
De la seva obra poètica s'ha dit que és un exercici de virtuosisme,entre d'altres factors, per la creació d'una forma nova que anomena onzet, «formada per poesies d'onze versos d'onze síl·labes cadascun».

## Obres

### Poesia
- 2014 Com si tinguessis temps (Núvol)
- 2019 Ulls al bosc (EM/L'anacrònica)
- 2024 L'Estrany (LaBreu), inclou els dos llibres anteriors i un d'inèdit: Ara li és igual ser qui és.[6]

### Narrativa
- 2022 El meu amic (Angle)
- 2001 Núvols.com (Proa)
- 2013 Retrobar l'ànima (Empúries). Premi Marian Vayreda

### Traduccions
- 2007 Eric Emannuel Schmitt, El llibertí.
- 2014 Aleksandr Blok, Venjança i altres poemes (Adesiara). Amb Ricard San Vicente
- 2020 Borís Pastenak. Quan escampi (Edicions de 1984). Amb Ricard San Vicente

### Assaig
- 2021 Narcís Comadira per Esteve Miralles[2]

### Premis
- 2023. Premi Ciutat de Barcelona a la millor obra publicada el 2022 en l'àmbit de la literatura en llengua catalana[4]